# Oporomes
Els oporomes són els membres d'un clan ijaw que viuen a l'estat de Bayelsa, al sud de Nigèria. El clan oporoma s'anomena així a causa d'Oporo, un ancestre proto-ijaw misteriós. Però, des que els olodiames consideraren que els seus avantpassats i els dels oporomes eren germans, es considera que Oporo fou contemporani d'Olodi, amb qui van viure a Ujo abans d'emigrar-hi per fundar la ciutat d'Oporo.
Els oporomes parlen el dialecte oporoma de la llengua izon.
El clan oporoma es va fundar entre l'any 800 i l'any 1000.

## Història
Des de la ciutat d'Oporoma, els avantpassats dels oporomes van fundar ciutats com Angiama, Onyoma i Osokoma. Oporoma és la ciutat originària dels oporomes i els olodiames. Des del voltant de l'any 900 els descendents d'Oporoma i d'Olodiama es van separar en dues comunitats separades. Alguns oporomes van marxar d'Oporoma i es van anar a viure amb efes i van formar la secció ugbe dels urhobos.